# Glacier de Moiry
Glacier de Moiry – Lodowiec znajdujący się w Alpach Pennińskich w dolinie Val de Moiry, w kantonie Valais w Szwajcarii.
Lodowiec spływa w kierunku północnym spod północnego (niższego, 3846 m n.p.m.), zwornikowego wierzchołka szczytu Grand Cornier, leżącego w grani rozdzielającej doliny Val de Zinal na wschodzie i Val d'Hérens na zachodzie. Przecinają go dwa pasy seraków, jeden położony na wysokości ok. 3250–3480 m n.p.m., a drugi, niższy, na wysokości ok. 2830–3070 m n.p.m. Długość lodowca wynosi ok. 5 km, maksymalna szerokość ok. 1,9 km. Jak prawie wszystkie lodowce alpejskie jest na etapie cofania się. W roku 1973 jego powierzchnia wynosiła jeszcze 5,75 km². W okresie od 1891 do 2018 r. jego czoło cofnęło się o 881 m.